# خوزه رودریگز (بازیکن فوتبال، زاده ۱۹۸۵)
خوزه رودریگز (انگلیسی: José Rodríguez؛ زادهٔ ۱ ژوئیهٔ ۱۹۸۵) بازیکن فوتبال اهل اسپانیا است.